# شانک‌ماهی سفید
شانک‌ماهی سفید (نام علمی: Diplodus sargus) نام یک گونه از تیره شانک‌ماهیان است.